# 駐日ロシア大使
駐日ロシア大使（ちゅうにちロシアたいし）とは、ロシア連邦政府が派遣した日本に駐在するロシアの特命全権大使。
本項ではロシア帝国以降について記述する。

## 日露外交関係年表
- 1855年2月7日（安政元年12月21日） - 日本とロシア帝国が日露和親条約に調印し、外交関係を樹立。
- 1858年（安政4年・安政5年） - 函館（現：北海道函館市）にロシア領事館が開設される[1]。
- 1871年（明治4年） - 横浜（現：神奈川県横浜市にロシア政府代表部が開設される。
- 1875年（明治8年） - ロシア政府代表部が横浜から東京に移転。
- 1904年（明治37年）2月5日（ユリウス暦1月23日） - 日本がロシア帝国に国交断絶を通告、2月8日に日露戦争勃発。
- 1905年（明治38年）9月5日（ユリウス暦8月23日） - ポーツマス条約に調印、11月25日の同条約発効により外交関係を回復。
- 1908年（明治41年） - ロシア政府代表部が大使館に格上げ。
- 1917年（大正6年）11月8日（ユリウス暦10月26日） - 十月革命（ロシア革命）により外交関係が中断。
- 1925年（大正14年）2月25日 - 日ソ基本条約が批准され、ソ連との大使レベルの外交関係を樹立。
- 1945年（昭和20年）8月9日 - ソビエト連邦が日ソ中立条約を破棄し対日宣戦布告を行い（ソ連対日参戦）、外交関係が中断。
- 1956年（昭和31年）10月19日 - 日ソ共同宣言が発表され、ソビエト社会主義共和国連邦（現：ロシア連邦）との大使レベルの外交関係を回復。
- 1991年（平成3年）12月25日 - ソビエト連邦の崩壊および継承国のロシア連邦樹立に伴い、「駐日ソビエト連邦大使館」が「駐日ロシア連邦大使館」となり（現在の所在地：東京都港区麻布台2-1-1）、ルドヴィグ・チジョフ（ロシア語版）第16代駐日ソビエト連邦大使が、初代駐日ロシア連邦大使として就任。
- 2018年（平成30年）1月29日 - ミハイル・ガルージン、第6代駐日ロシア連邦大使（現職）に就任。

## 歴代大使

### 駐日ロシア帝国大使
| 代 | 氏名                                              | 着任                             | 退任                       | 備考 |
| -- | ------------------------------------------------- | -------------------------------- | -------------------------- | --- |
| 1  | エフゲニー・ビュチョフ                            | 1871年1月1日 （明治3年11月11日） | 1873年（明治6年）5月15日   | 代理公使・総領事 |
| 2  | キリル・シュトルーベ                              | 1873年（明治6年）5月15日         | 1882年（明治15年）1月12日  | 代理公使・総領事： ～1874年（明治7年）12月3日 弁理公使： 1874年（明治7年）12月3日 ～1876年（明治9年）7月1日 特命全権公使： 1876年（明治9年）7月1日～ |
| -  | ロマン・ローゼン                                  | 1877年（明治10年）11月22日       | 1879年（明治12年）8月12日  | 代理公使 |
| 3  | ミハイル・バルトロメイ                            | 1882年（明治15年）1月12日        | 1882年（明治15年）11月30日 | 特命全権公使 |
| 4  | アレクサンドル・ダヴィドフ                        | 1883年（明治16年）4月10日        | 1885年（明治18年）11月20日 | 特命全権公使 |
| 5  | ドミトリー・シェービチ                            | 1886年（明治19年）1月28日        | 1892年（明治25年）7月28日  | 特命全権公使 |
| 6  | ミハイル・ヒトロヴォ                              | 1892年（明治25年）7月28日        | 1896年（明治29年）6月30日  | 特命全権公使 |
| -  | アレクセイ・シュペイエル                          | 1896年（明治29年）2月25日        | 1897年（明治30年）11月6日  | 代理公使 |
| 7  | ロマン・ローゼン                                  | 1897年（明治30年）2月4日         | 1899年（明治32年）11月18日 | 特命全権公使 |
| 8  | アレクサンドル・イズヴォリスキー                  | 1899年（明治32年）11月18日       | 1902年（明治35年）10月24日 | 特命全権公使 |
| 9  | ロマン・ローゼン                                  | 1902年（明治35年）               | 1904年（明治37年）1月28日  | 特命全権公使 |
|    | 国交断絶状態 （日露戦争開戦～ポーツマス条約発効） |                                  |                            | |
| 10 | ユーリ・フメーチェフ                              | 1906年（明治39年）               | 1908年（明治41年）         | 特命全権公使 |
| 11 | ニコライ・マレフスキー＝マレヴィチ                | 1908年（明治41年）               | 1916年（大正5年）          | |
| 12 | ヴァシーリー・クルペンスキー                      | 1916年（大正5年）                | 1917年（大正6年）3月3日    | |

### 駐日ロシア臨時政府大使
1917年（大正6年）11月8日にロシア帝国で十月革命が起こったことにより、外交関係は中断している。
| 代 | 氏名                         | 着任               | 退任               | 備考         |
| -- | ---------------------------- | ------------------ | ------------------ | ------------ |
| 1  | ヴァシーリー・クルペンスキー | 1917年（大正6年）  | 1921年（大正10年） | 特命全権大使 |
| -  | ドミトリー・アブリコソフ     | 1921年（大正10年） | 1925年（大正14年） | 代理公使     |

### 駐日ソビエト連邦大使
| 代 | 氏名                                            | 着任                       | 退任                      | 備考                                                      |
| -- | ----------------------------------------------- | -------------------------- | ------------------------- | --------------------------------------------------------- |
| 1  | ヴィクトル・コップ                              | 1925年（大正14年）2月25日  | 1927年（昭和2年）1月31日  | 全権代表                                                  |
| 2  | ヴァレリヤン・ドヴガレフスキー                  | 1927年（昭和2年）3月5日    | 1927年（昭和2年）10月21日 | 全権代表                                                  |
| 3  | アレクサンドル・トロヤノスキー                  | 1927年（昭和2年）11月14日  | 1933年（昭和8年）1月24日  | 全権代表                                                  |
| 4  | コンスタンチン・ユレーネフ                      | 1933年（昭和8年）1月29日   | 1937年（昭和12年）6月16日 | 全権代表                                                  |
| 5  | ミハイル・スラヴツキー                          | 1937年（昭和12年）7月27日  | 1939年（昭和14年）9月29日 | 全権代表                                                  |
| 6  | コンスタンチン・スメタニン                      | 1939年（昭和14年）9月29日  | 1942年（昭和17年）5月28日 | 全権代表（～1941年5月9日） 特命全権大使（1941年5月9日～） |
| 7  | ヤコフ・マリク                                  | 1942年（昭和17年）5月28日  | 1945年（昭和20年）8月9日  |                                                           |
|    | 国交断絶状態 （ソ連対日参戦～日ソ共同宣言発効） |                            |                           |                                                           |
| 8  | イヴァン・テヴォシアン                          | 1956年（昭和31年）12月30日 | 1958年（昭和33年）3月30日 |                                                           |
| 9  | ニコライ・フェドレンコ                          | 1958年（昭和33年）6月15日  | 1962年（昭和37年）7月16日 |                                                           |
| 10 | ウラジーミル・ヴィノグラードフ                  | 1962年（昭和37年）7月16日  | 1967年（昭和42年）4月3日  |                                                           |
| 11 | オレグ・トロヤノスキー                          | 1967年（昭和42年）4月3日   | 1976年（昭和51年）4月17日 |                                                           |
| 12 | ドミトリー・ポリャンスキー                      | 1976年（昭和51年）4月17日  | 1982年（昭和57年）2月11日 |                                                           |
| 13 | ウラジーミル・パブロフ                          | 1982年（昭和57年）2月11日  | 1985年（昭和60年）2月27日 |                                                           |
| 14 | ピョートル・アブラシモフ                        | 1985年（昭和60年）2月27日  | 1986年（昭和61年）5月13日 |                                                           |
| 15 | ニコライ・ソロフィエフ                          | 1986年（昭和61年）5月13日  | 1990年（平成2年）8月7日   |                                                           |
| 16 | ルドヴィグ・チジョフ                            | 1990年（平成2年）8月7日    | 1991年（平成3年）12月25日 |                                                           |

### 駐日ロシア連邦大使
| 代 | 氏名                         | 着任                       | 退任                       | 備考         |
| -- | ---------------------------- | -------------------------- | -------------------------- | ------------ |
| 1  | ルドヴィグ・チジョフ         | 1991年（平成3年）12月25日  | 1996年（平成8年）9月6日    |              |
| 2  | アレクサンドル・パノフ       | 1996年（平成8年）9月6日    | 2003年（平成15年）12月25日 |              |
| 3  | アレクサンドル・ロシュコフ   | 2004年（平成16年）3月2日   | 2006年（平成18年）12月28日 |              |
| 4  | ミハイル・ベールイ           | 2006年（平成18年）12月28日 | 2012年（平成24年）2月20日  |              |
| 5  | エフゲニー・アファナーシエフ | 2012年（平成24年）2月20日  | 2018年（平成30年）1月29日  |              |
| 6  | ミハイル・ガルージン         | 2018年（平成30年）1月29日  | 2022年（令和4年）11月16日  |              |
| -  | ゲンナーディー・オヴェチコ   | 2022年（令和4年）11月16日  | 2024年（令和6年）1月19日   | 臨時代理大使 |
| 7  | ニコライ・ノズドリェフ       | 2024年（令和6年）1月19日   | （現職）                   |              |